# Szombathely vára
Szombathely vára a város középkori képének meghatározója, mely lényegében a római kortól a 18. század végéig végigkíséri annak történetét.

## Fekvése
Szombathely vára arra a mintegy 160-170 méteres, nagyjából négyszögletes területre terjedt ki, melyet ma nyugatról Szily János utca, délről a Hollán Ernő utca, nyugatról a Sörház utca, északról pedig az Egyházmegyei Kollégium északi oldala határol. Ennek a területnek a sarkain helyezkedtek el egykor a külső vár sarokbástyái. Központi része a mai székesegyház apszisánál emelkedett több emelet magasságú támpilléres lakótorony volt. Ezt egy vizesárokkal övezett pártázott falgyűrű övezte melynek 2 méter vastagságú alapfalait az 1937 és 1941 között végzett ásatások során tárták fel. Ez volt a belső vár, melynek déli szomszédságában a mai püspöki palota udvarának hátsó részén emelkedett a középkori vártemplom. A vártemplomot a vár megmaradt részeivel együtt a székesegyház építésekor bontották le.

## Története
A belső vár előzménye a római korban épített császári palotaegyütteshez délről csatlakozó toronyszerű fürdőépület volt. Ez egy nyolcszög alakú mozaikpadlóval burkolt emeletes, padlófűtéssel ellátott balneum volt, melyet négyzet és sokszög alakú melléképületek vettek körül. A korabeli feljegyzésekből tudjuk, hogy több császár – köztük I. Constantinus, II. Constantinus és I. Valentinianus – is töltött hosszabb-rövidebb időt a városban és az elhelyezésükhöz itt méltó palotának és fürdőnek kellett állnia. I. Valentinianus 374-375 telén a feljegyzések szerint innen indult hadjáratra és ez lehetett az a fürdőépület, melynek magas tetejéről egy bagoly olyan vészjóslóan huhogott a császárra, hogy semmivel nem tudták elhallgattatni.
A rómaiak távozása után a földrengés és a hunok pusztítása következtében a város ugyan romokban hevert, de az egykori palotaegyüttes, vagy annak egy része fennmaradt és feltehetően újjáépítették. Vannak kutatók, akik a Pannóniát később uraló Longobárd királyság, majd az Avar kaganátus székhelyét is ide helyezik. Itt szállhatott meg Nagy Károly frank császár is, amikor az avarok elleni hadjárata után hazafelé tartva elzarándokolt Szent Márton szülővárosába, Savariába. Közvetett bizonyítékok azt igazolják, hogy az egykori fürdőépületet védelmi célokra legkésőbb a 9. században már mindenképpen újra használatba vették, teljes bizonyossággal azonban csak a 13. században igazolható, hogy állt az az 50 méter átmérőjű kőfal, mellyel a római épületet körülvették. Ekkor bontották le a toronyhoz kapcsolódó helyiségeket is és azok külső falaiból támpilléreket építettek. A 13. század végén épülhetett ki a külső vár fala, mely kezdetben ovális alakú volt és magában foglalta a feltehetően a 11. században épített ősi vártemplomot. A falgyűrű északnyugati részéhez pártázattal ellátott külső torony csatlakozott.
Az akkorra elavult, kis alapterületű, ovális alakú várat a 15. században hadászati meggondolásokból át kellett építeni. Ekkor építették meg az új, négyszög alakú, kerek saroktornyokkal ellátott külső várat. Feltehetően ekkor került sor a belső vár átalakítására is. Lebontották az ősi lakótornyot, a kaputornyokat és a belső vár falához belülről illeszkedő U alakú palotát építettek. A belső vár fala köré mély árkot ástak, hogy az külön is jobban védhető legyen a betörő ellenségtől.
Ezután a váron már nem építettek, korszerűsítésére sem fordítottak gondot, még szükséges javítási munkákat sem végezték el. A vár a 16. század végén már igen rossz állapotban volt. Az 1592. évi urbáriumban így írnak a külső és belső várról: "Mindkettő düledékes, hitvány, rongált is. Nagyon hitványul vannak fedve." Richard Pococke angol utazó 1736-ban írt művében így ír: "A város nyugati részén van egy düledező vár, amely a győri püspök tulajdona. A vár külső fala négyszögletű teret zár be és majdnem ledűlt."
A vár falait 1791-ben a székesegyház építésekor bontották le, 1792-ben pedig a vártemplom sorsa is megpecsételődött. Szűz Mária és Szent Flórián oltárait Szily János püspök a városnak adta, utóbbit a ferences templomban helyezték el.

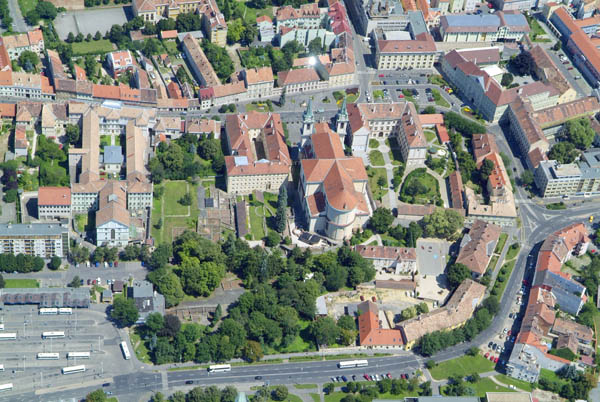
Az egykori vár területét jól kirajzolják a várat körülölelő utcák

## A vár leírása
A várról a korabeli leírások és a régészeti leletek alapján alkothatunk képet. A külső vár négyszög alakú, mely leginkább egy trapézhoz hasonlítható. Rövidebb párhuzamos oldala nagyjából a püspöki sörház épületének déli oldalától a Sörház utcával párhuzamosan húzódott észak-déli irányban, hosszabb oldalán pedig a Smidt Múzeum épületétől az Egyházmegyei Kollégium északkeleti sarkáig ért. Sarkain négy kerek sarokbástya állt, melyek közül a délkeleti alapjai ma is láthatók a Smidt Múzeum pincéjében. Név szerint a Kám utcai bástyát ismerjük még, melynek alapjai az Egyházmegyei Kollégium épülete alatt vannak. A délnyugati sarokbástya valahol a régi püspöki sörházban működő vendéglő bejárata előtt, az északnyugati pedig a Romkert délnyugati sarka közelében állt. A külső várnak a város felé nyíló kapujáról a korabeli források is szólnak. Ez a kapu a mai székesegyház előtti téren állhatott, a kapuépítmény felső részén őrszoba volt. Rajta kívül a külső várnak még egy nyugati és egy déli kapuja is lehetett. A déli kapu a mai Várköz déli bejáratánál, a nyugati pedig valószínűleg a sörház északi része alatt volt. A külső vár kettős falát széles és mély vizesárok övezte. A külső fal, amely a várárok belső oldalát övezte, vékonyabb és alacsonyabb volt. A belső fal magasabb, erősebb volt, a két fal közötti részt pedig földdel töltötték ki, hogy csökkentsék az ágyúgolyók romboló hatását. Az erődítések között megemlítik még a Vörös tornyot, mely egy téglából épített torony lehetett, de a helye nem ismert, valamint a Karicsa felőli sáncot, mely a nyugati részen helyezkedett el.
A külső vár legfontosabb épülete a Szűz Mária tiszteletére szentelt ősi vártemplom volt, ami a mai püspöki palota udvarának nyugati részén állt. Egyhajós, keletelt épület volt, félkör alakú apszissal. Építési ideje nem ismert, de lehet hogy elődje egy már a 9. században állt várkápolna volt. A vártemplom építését általában a 11. századra teszik, első írásos említése 1237-ből származik. Eredetileg román stílusú volt, amint azt a közelében talált két golyódíszes ablakkeret-töredék is mutatja. A töredékek a jáki templomot építő műhely munkáihoz hasonlóak, tehát valószínűleg a 13. század első feléből valók. A templomot vélhetően a külső vár átépítésével egyidejűleg a 15. században gótikus stílusban építették át, amit két mérműves ablaktöredék is igazol. Ekkor keleti irányban jelentősen bővítették is, aminek következtében hossza a kétszeresére nőtt. Utolsó építési periódusa a barokk átépítés volt. Feltehetően öt oltára volt, amelyek közül 1493-ban a Mindenszentek és a Szent István vértanú tiszteletére emelt oltárt említik.
A belső várat mintegy 50 méter átmérőjű, ovális, pártázott fal övezte, melyet a várárok vett körbe. A falon belül fából ácsolt gyilokjáró futott körbe, melyről az északi oldalon ki lehetett jutni a külső fal két ágyúbástyájára. A belső vár bejárata nyugatról nyílt, így aki a város felőli kapun át érkezett, annak a belső várba jutáshoz meg kellett kerülnie a belső vár falát. A bejárat előtt az árkon felvonóhíd vezetett át, a kapu felett pedig őrszoba volt. Ezután az érkező belépett az ovális várudvarra és rögtön megpillantotta a keleti falhoz félkör alakban simuló három emeletes püspöki várpalotát. A várudvar szélén kisebb épületek álltak, melyek alatt pincék voltak és itt volt a börtön is. A várudvar közepén kút állhatott. A palota földszintjén volt a konyha és a tárolóhelyiségek. A palota első emelete volt a püspök lakóhelye, kényelmesen berendezve lakószobákkal és könyvtárral. A második emeleten kisebb szobák voltak.